# ایلماداگ
ایلماداگ (به ترکی استانبولی: Elmadağ) یک منطقهٔ مسکونی در ترکیه است که در استان آنکارا واقع شده‌است. ایلماداگ ۱٬۱۳۵ متر بالاتر از سطح دریا واقع شده‌است.

## خواهرخوانده
شهر لفکا خواهرخواندهٔ ایلماداگ هست.